# Super Bowl XXI
O Super Bowl XXI foi a partida que decidiu a temporada de 1986 da NFL, realizada no Rose Bowl, em Pasadena, Califórnia, no dia 25 de janeiro de 1987. Na decisão, o New York Giants, representante da NFC, bateu o Denver Broncos, representante da AFC, por 39 a 20, garantindo o primeiro Super Bowl na história da franquia. O MVP da partida foi o quarterback do time vencedor, Phil Simms.
Esta foi a primeira aparição dos Broncos num Super Bowl desde a temporada de 1977. Liderados pelo quarterback John Elway e por uma defesa que foi a melhor da AFC em termos de jardas cedidas ao adversário, os Broncos tiveram uma campanha na temporada de 1986 de onze vitórias e cinco derrotas e depois tiveram duas vitórias apertadas nos playoffs para avançar até a final. Os Giants, liderados pelo quarterback Phil Simms, o running back Joe Morris e a defesa "Big Blue Wrecking Crew", avançou para o seu primeiro Super Bowl após uma campanha de quatorze vitórias e duas derrotas no ano e depois permitiu apenas três pontos ao adversário nas suas duas vitórias na pós-temporada.
O jogo estava apertado no intervalo, com os Broncos vencendo por 10 a 9, a margem mais curta após dois quartos na história do Super Bowl. Os únicos pontos marcados no segundo quarto, contudo, veio da defesa dos Giants, quando o defensive end George Martin sackou Elway na end zone para marcar um safety. No segundo tempo, os Giants começariam marcando vinte e seis pontos seguidos. Denver só conseguiria marcar dez pontos no quarto período, mas ai já era tarde demais, com a vantagem de New York sendo muito grande. Os Giants estabeleceram um recorde do Super Bowl com trinta pontos marcados no segundo tempo, limitando os Broncos a apenas duas jardas totais de ataque no terceiro quarto. Simms, que foi nomeado como MVP do Super Bowl, terminou o jogo com 22 de 25 passes completados para 268 jardas e três touchdowns. Ele também correu para 25 jardas em três carregadas. Simms completou 88% dos passes que tentou, a melhor marca de um Super Bowl e da pós-temporada na história da NFL.
O jogo foi transmitido pela CBS e teve uma audiência de 87,2 milhões de espectadores. O grande público nacional viu uma aparição antecipada da agora tradicional chuva de Gatorade, onde os jogadores jogam um cooler cheio de líquido na cabeça do técnico após uma vitória significativa. A prática foi iniciada por jogadores do Giants em 1985 e começou a ganhar atenção nacional durante a temporada de 1986, quando Parcells era encharcado após cada vitória.

## Pontuações
1º Quarto
- DEN - FG: Rich Karlis, 48 jardas 3-0 DEN
- NYG - TD: Zeke Mowatt, passe de 6 jardas de Phil Simms (ponto extra: chute de Raul Allegre) 7-3 NYG
- DEN - TD: John Elway, corrida de 4 jardas  (ponto extra: chute de Rich Karlis) 10-7 DEN

2º Quarto
- NYG - Safety: John Elway derrubado (sack) na end zone por George Martin 10-9 DEN

3º Quarto
- NYG - TD: Mark Bavaro, passe de 13 jardas de Phil Simms (ponto extra: chute de Raul Allegre) 16-10 NYG
- NYG - FG: Raul Allegre, 21 jardas 19-10 NYG
- NYG - TD: Joe Morris, corrida de 1 jarda (ponto extra: chute de Raul Allegre) 26-10 NYG

4º Quarto
- NYG - TD: Phil McConkey, passe de 6 jardas de Phil Simms (ponto extra: chute de Raul Allegre) 33-10 NYG
- DEN - FG: Rich Karlis, 28 jardas 33-13 NYG
- NYG - TD: Ottis Anderson, corrida de 2 jardas  (ponto extra: chute falhou) 39-13 NYG
- DEN - TD: Vance Johnson, passe de 47 jardas de John Elway (ponto extra: chute de Rich Karlis) 39-20 NYG